# Argilloecia antarctica
Argilloecia antarctica is een mosselkreeftjessoort uit de familie van de Pontocyprididae. De wetenschappelijke naam van de soort is voor het eerst geldig gepubliceerd in 1986 door Hartmann.